# Setisquamalonchaea fumosa
Setisquamalonchaea fumosa ist eine Fliege aus der Familie der Lonchaeidae.

## Merkmale
Die Fliegen erreichen eine Körperlänge von etwa 4 Millimetern. Ihr Körper ist metallisch dunkelblau gefärbt. Das Mesonotum ist beim Männchen matt, beim Weibchen entlang der Mitte glänzend. Die Beine sind schwarz, die Flügel bräunlich. Die Flügelschuppe hat einen hellen Wimperbusch. 

## Vorkommen und Lebensweise
Die Tiere kommen in West- und Mitteleuropa vor. Man findet sie in feuchten Wäldern, wo sie auf Lichtungen in der Strauchschicht leben.

## Belege